# Alcis arisema
Alcis arisema är en fjärilsart som beskrevs av Louis Beethoven Prout 1934. Alcis arisema ingår i släktet Alcis och familjen mätare. Inga underarter finns listade i Catalogue of Life.